# 성마령
성마령(星摩嶺)은 강원특별자치도 정선군 정선읍 용탄리의 행마동과 평창군 미탄면 평안리 사이에 있는 고개다. 높이는 해발 973m이다.
성마령이라는 이름은 고개가 높아 별을 만질 수 있다 해서 붙여졌다. 넘어가는 길 길이는 약 17.7km 구간으로 이 고개를 넘어가는데 약 7시간이 소요된다. 고개 정상부에는 성마령비와 정선아리랑가사비가 설치되어 있다.

## 같이 보기
- 한국의 고개